# Krocodona bipendula
Krocodona bipendula är en insektsart som beskrevs av Dietrich 2003. Krocodona bipendula ingår i släktet Krocodona och familjen dvärgstritar. Inga underarter finns listade i Catalogue of Life.